# دونیزتی ۹۹۱۲
سیارک ۹۹۱۲ (به انگلیسی: 9912 Donizetti، نامگذاری:2078T-3) نه هزار و نهصد و دوازدهمین سیارک کشف شده‌است که در ۱۶ اکتبر ۱۹۷۷ کشف شد.
قدر مطلق سیارک برابر ۱۲٫۸۰ است.